# Брыль, Ян
Ян Брыль, немецкий вариант — Йоганнес Брюль, псевдоним — Сербин (в.-луж. Jan Bryl, Serbin, нем. Johannes Brühl; 20 марта 1879 года, деревня Стара Цыгельница, Лужица — 30 декабря 1930 года, Будишин, Германия) — серболужицкий писатель, переводчик и общественный деятель.

## Биография
Родился в 1879 году в крестьянской семье в серболужицкой деревне Стара Цыгельница в окрестностях Баутцена. Закончил Лужицкую семинарию в Праге. Будучи студентом вместе с Цырилом Веньком и Йосефом Патой основал в 1907 году лужицко-чешское общество «Адольф Чёрный», которое позднее было преобразовано в «Общество друзей Лужицы». Был первым председателем этой организации. В 1908 году вступил в серболужицкое культурно-просветительское общество «Матица сербская». С 1907 года проживал в Москве, где до 1917 года преподавал под фамилией Сербин в одной из гимназий. В 1917 году возвратился на родину. После Первой мировой войны был одним из основателей Серболужицкого национального комитета (Serbski narodny wuběrk). Вместе с Арноштом Бартом выступал на мирной конференции в Версале, где призывал предоставить независимость Лужице.
Написал несколько публицистических заметок, переводил с чешского и русского языков. В 1920 году издал сочинение «Serbske stawizny w zańdźenosći a přitomnosći».